# Galactic Pinball
Galactic Pinball — видеоигра в жанре пинбола для игровой системы Virtual Boy, разработанная компанией Intelligent Systems. Игра была выпущена 21 июля 1995 года в Японии и 14 августа 1995 года в США. Действие игры происходит в галактике Млечный Путь, и игрок управляет шайбой на одном из четырёх пинбольных столов, доступных в игре. Galactic Pinball и другие игры для Virtual Boy критиковали за стандартную красно-чёрную цветовую схему, которая вызывала тошноту, головную боль и усталость глаз. В игре также используется эффект параллакса, который позволяет отображать трёхмерные эффекты. Игра получила неоднозначную оценку; её хвалили за реалистичность, в то время как физика и управление были восприняты неоднозначно. Игра также подверглась критике за отсутствие амбиций и оригинальности.

## Игровой процесс и сюжет

Игровой процесс Galactic Pinball имитирующий стол для пинбола. Galactic Pinball использует красно-чёрную цветовую схему, стандартную для игр Virtual Boy.

Действие игры Galactic Pinball происходит в 2100 году в галактике Млечный Путь и повествует об открытии нового, странного мира. На титульном экране можно выбрать один из четырёх столов для пинбола: Cosmic, Colony, UFO и Alien. Также можно просмотреть список лучших результатов. На столе Cosmic представлен эпизод из серии Metroid, где под управление даётся корабль главной героини Самус Аран. При начале игры даётся пять шайб, которые нужно отбивать вверх с помощью флипперов. Цель игры — набрать очки и не допустить выпадения шайбы со дна стола. Игра начинается с запуска шайбы в стол с помощью удерживания кнопки A. Чем дольше удерживается кнопка, тем сильнее запускается шайба. Для встряски игрового стола используется кнопка B, но если использовать её слишком часто, то флипперы будут отключены, и шайба выпадет со стола. Во время игры могут даваться различные бонусы. Некоторые столы позволяют активировать бонусную рулетку для получение очков, а другие позволяют получить бонусные очки, собрав буквы, из которых состоит название стола. При потере шайбы начисляются очки, которые зависят от того, как долго шайба находилась в игре. На каждом столе есть спрятанная бонусная шайба, которую нужно найти. Также на столах присутствуют звёзды, собрав достаточное количество которых, игрок может выбрать между переходом на бонусный этап и получением бонусных очков.

## Разработка и выпуск
Разработкой Galactic Pinball руководил Гумпэй Ёкои, который также занимался разработкой системы Virtual Boy. Игровым процессом занимался Кендзи Ямамото, который написал звуковое сопровождение вместе с Масару Тадзимой. Игра была показана вместе с Teleroboxer на дебютной презентации системы Virtual Boy в Лас-Вегасе. В разные периоды времени игра была известна под названиями Space Pinball, Virtual Pinball и Pinball VB. Игра входит в стартовую линейку игр для Virtual Boy, и была выпущена 21 июля 1995 года в Японии и 14 августа 1995 года в США. Как и все другие игры для Virtual Boy, Galactic Pinball использует красно-чёрную цветовую схему и параллакс — оптический эффект, который используется для имитации трёхмерного изображения.

## Критика
С момента своего выхода Galactic Pinball получила неоднозначную оценку критиков. Перед выходом игры журнал GamePro предположил, что она может стать «одной из лучших пинбольных игр на свете». После выхода, журнал Weekly Famicom Tsūshin оценил игру в 24 балла из 40, а Slo Mo, рецензент GamePro, похвалил разнообразие столов, отзывчивое управление и инновационный трехмерный дизайн игровых уровней. Обозреватель Джереми Пэриш назвал игру качественным пинболом для своего времени и выразил мнение, что она была бы более подходящей игрой для комплектации приставки, чем Mario’s Tennis. Редактор IGN назвал её одной из лучших игр для Virtual Boy за её пинбольный игровой процесс и визуальное оформление. Ник Торп из Retro Gamer посчитал, что игра была менее популярна, чем другие игры для Virtual Boy, но заслуживает того, чтобы в неё играли. Издания, такие Videogames и Retro Gamer, похвалили её за аутентичность игры в пинбол. Среди конкретных хвалебных отзывов выделяются физика и звуковое оформление. Журналист телепрограммы Good Game телеканала ABC также похвалил игру за её аутентичность, но посчитал, что ей не хватает амбиций. Критик с сайта Venture Beat Джефф Грабб был более негативно настроен по отношению к Galactic Pinball, назвав её плохой игрой для Virtual Boy из-за того, что она мало подходит для игры в пинбол. Рецензию на Galactic Pinball написали два редактора GameFan, и оба не были в восторге от игры. Первый рецензент посчитал её незапоминающейся для игроков, не интересующихся играми в пинбол, а второй посоветовал избегать её. Обозревателю Allgame не понравилась Galactic Pinball, и тот посчитал, что медленный темп и нереалистичная физика вредят игре как пинболу.
Такие издания, как Electronic Entertainment и Nintendo Power, высоко оценили трёхмерный дизайн игры, а последнее назвало её четвёртой лучшей игрой для Virtual Boy 1995 года отчасти из-за ограниченного использования трёхмерного формата. Однако рецензент Nintendo Power раскритиковал ограниченное использование трёхмерной графики, а также отсутствие функции сохранения результатов. Бенджи Эдвардс из журнала PC Magazine включил игру в список семи «забытых классических игр для Nintendo Virtual Boy». Он сослался на интерес Ёкои к черному экрану Virtual Boy как к способу передать «бесконечное пространство за игровым полем» и предположил, что именно это послужило основой для создания Galactic Pinball. Electronic Gaming Monthly нашёл дизайн уровней «отличным», но отметил, что флипперы реагируют слишком медленно. Обозреватель Kill Screen Джон Ирвин также раскритиковал физику игры, заявив, что при приближении шайбы к флипперам происходит замедление. Он посчитал, что динамика игрового процесса и физика были лучше в демо-версии Space Pinball, чем в финальном релизе. Next Generation критически отозвался о Galactic Pinball из-за низкой долговечности игры. Тим Стивенс из Engadget раскритиковал звуковые эффекты, в частности, отсутствие звуковых эффектов шайбы. Он предположил, что это связано с тем, что звук занимает слишком много места на картридже.